# Big Ben (seriál)

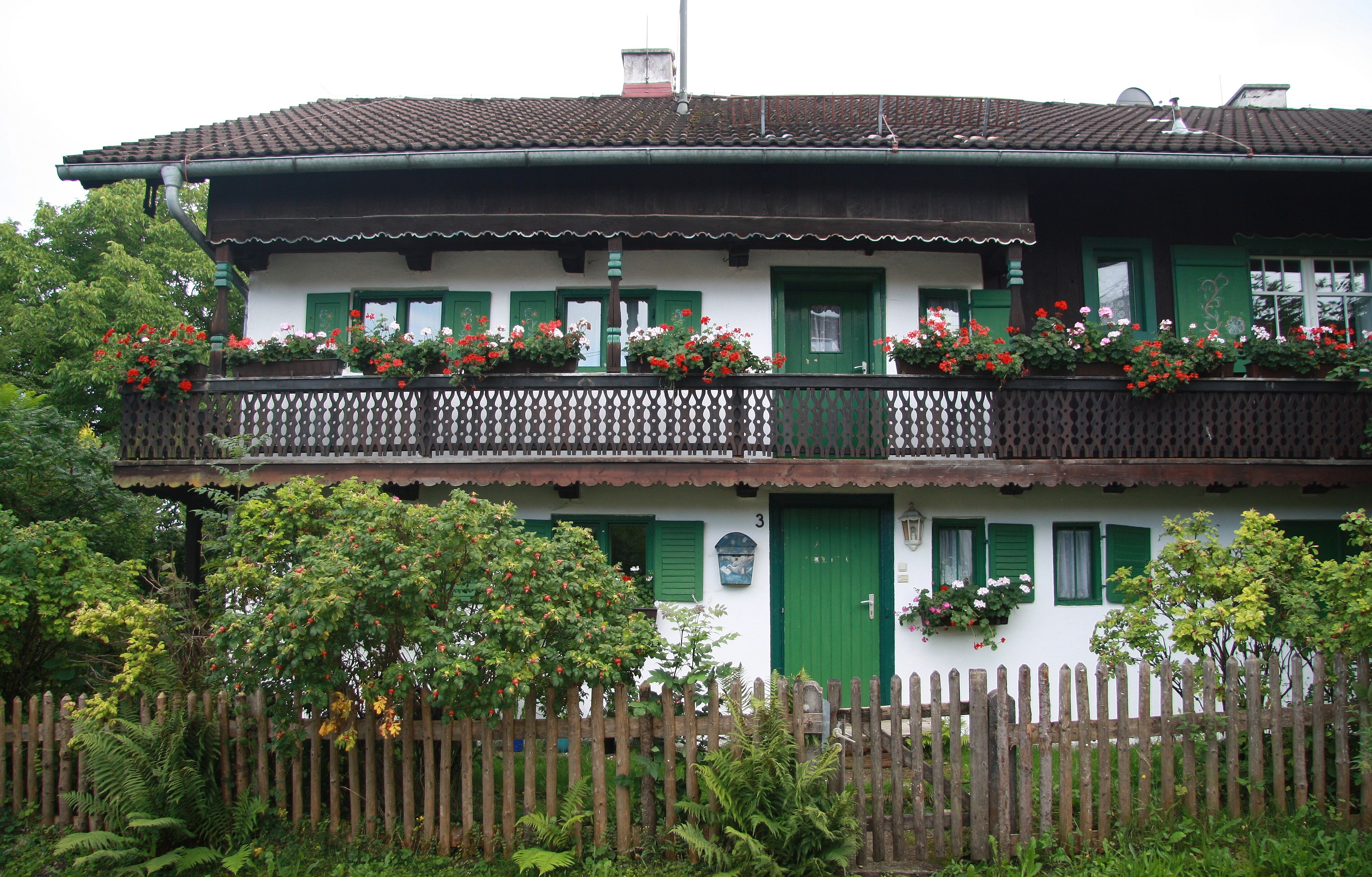
Dům v Irschenhausenu, Penzion Berghammer

Big Ben (v německém originále Der Bulle von Tölz) je německý televizní seriál pod produkcí ORF a Sat.1, vysílaný v letech 1996–2009. V ČR seriál vysílaly na různých svých kanálech televizní stanice Prima a TV Barrandov. Titulní roli policisty Benna Berghammera ztvárnil německý herec Ottfried Fischer, jeho kolegyni hrála v posledních dvou sériích Katharina Abtová, do roku 2006 ji hrála Katerina Jacobová.

## Obsazení

### Benova rodina
- Benno „Ben“ Berghammer (Ottfried Fischer) – epizody 1–69, vrchní komisař z města Bad Tölz v Bavorsku, žijící v „mamahotelu“ – malém penzionu se svojí matkou Resi, pro velkou nadváhu a výšku přezdívaný „Big Ben“, svobodný.
- Theresia „Resi“ [rézi] Berghammerová (Ruth Drexelová) – epizody 1–69, Benova matka, majitelka „penzionu Resi“ ve městě Bad Tölz, vdova, v posledním díle provozovala stánek s bavorským jídlem na Mallorce, ale pak se vrátila za Benem.

### Policisté
- Sabrina Lorenzová (Katerina Jacobová) – epizody 1–58, vrchní komisařka a kolegyně Bena Berghammera, přišla v 1. díle z Berlína, kam se jako těhotná vrátila a skončila s prací policistky v Bad Tölz.
- Nadine Richterová (Katharina Abtová) – epizody 59–69, vrchní komisařka a nová kolegyně Benna Berghammera, přišla z Güstrow v bývalé NDR.
- Anton Pfeiffer (Udo Thomer) – epizody 2–57, policista, Benův podřízený, jehož představitel zemřel v průběhu natáčení a smrtí byl odůvodněn i odchod postavy Antona Pfeiffera ze seriálu.
- Schmidt (Norbert Mahler) – epizody 59–69, policista, který přišel z Frank jako náhrada za zesnulého Pfeiffera.
- Matern (Hans Peter Hallwachs) – epizody 1–14, šéf Bena a Sabriny, odešel po zjištění, že má podíl ve vykřičeném domě.

### Politici a další vlivné osoby v Bad Tölz
- Franz Wegener (Bernd Helfrich) – epizody 2–11, starosta Bad Tölz.
- Siegfried Wallner (Friedrich von Thun) – epizody 1–21, zemský rada.
- Berthold von Gluck (Klaus Guth) – epizody 3–53, státní tajemník, byl zabit při zpovědi u preláta Hintera.
- Hans Meidenbauer (Alexander Held) – epizody 42–69, poslanec.
- Barthel Hinter (Michael Lerchenberg) – epizody 1–68, prelát v Bad Tölz.
- Anton „Toni“ Rambold (Gerd Anthoff) – epiziody 3–69, Benův bývalý spolužák a bohatý podnikatel, který bývá často nepřímo zapletený do zločinů v Bad Tölz.
- Katja „Králíček“ Flemischová (Carin C. Tietze) – epizody 12–69, Toniho snoubenka.

### Státní zástupci a lékaři
- Dr. Zirnerová (Diana Körner) – epizody 2–37, státní zástupkyně, kterou Ben často nerespektuje.
- Dr. Georg Lenz (Moritz Lindbergh) – epizody 53–69, státní zástupce, kterého Ben často nerespektuje.
- Dr. Robert Sprung (Norbert Heckner) – epizody 24–68, soudní lékař.

### Ostatní
- Benův spolužák a potulný zpěvák v indiánském oblečení (Willy Michl). V epizodě 61 - Milostný trojúhelník zpívá u penzionu Rezi bavorskou lidovou píseň Pytlák Jennerwein. V díle 65 - Polda a medvěd zachraňuje křikem před lovci divokého medvěda. V reálu je Willy Michl skutečně bluesový zpěvák, vystupující v indiánském oblečení.